# Punta Marguareis
De Punta Marguareis (Italiaans) of Pointe Marguareis (Frans) is een 2.651 meter hoge berg op de grens van Italië (provincie Cuneo, Piëmont) en Frankrijk (departement Alpes-Maritimes, Provence-Alpes-Côte d'Azur). Het is de hoogste top van de Ligurische Alpen en de berg ligt net ten oosten van de Tendapas. De eerste geregistreerde beklimming vond plaats in 1832 door Lorenzo Pareto over de zuidelijke bergkam. De berg maakt uit van het Parco naturale del Marguareis.